# Apolecta
Apolecta es un género de coleópteros polífagos pertenecientes a la familia Anthribidae. Contiene las siguientes especies: 

## Especies seleccionadas
- Apolecta andrewesi
- Apolecta angulicollis	Frieser 1983
- Apolecta aspericollis
- Apolecta cleora	Jordan 1925
- Apolecta crux
- Apolecta decorata	Heller 1919
- Apolecta depressipennis